# Communauté de communes de la Région d’Oisemont
Die Communauté de communes de la Région d’Oisemont war ein französischer Gemeindeverband mit der Rechtsform einer Communauté de communes im Département Somme in der Region Hauts-de-France. Sie wurde am 30. Dezember 1994 gegründet und umfasste 34 Gemeinden. Der Verwaltungssitz befand sich im Ort Oisemont.

## Historische Entwicklung
Am 1. Januar 2017 wurde der Gemeindeverband mit der
- Communauté de communes du Sud-Ouest Amiénois und der
- Communauté de communes du Contynois

zur neuen Communauté de communes Somme Sud-Ouest zusammengeschlossen.

## Ehemalige Mitgliedsgemeinden
1. Andainville
2. Aumâtre
3. Avesnes-Chaussoy
4. Bermesnil
5. Cannessières
6. Cerisy-Buleux
7. Épaumesnil
8. Étréjust
9. Fontaine-le-Sec
10. Forceville-en-Vimeu
11. Foucaucourt-Hors-Nesle
12. Framicourt
13. Fresnes-Tilloloy
14. Fresneville
15. Fresnoy-Andainville
16. Frettecuisse
17. Heucourt-Croquoison
18. Inval-Boiron
19. Lignières-en-Vimeu
20. Le Mazis
21. Mouflières
22. Nesle-l’Hôpital
23. Neslette
24. Neuville-au-Bois
25. Oisemont
26. Rambures
27. Saint-Aubin-Rivière
28. Saint-Léger-sur-Bresle
29. Saint-Maulvis
30. Senarpont
31. Le Translay
32. Vergies
33. Villeroy
34. Woirel